# Duguetia spixiana
Duguetia spixiana Mart. – gatunek rośliny z rodziny flaszowcowatych (Annonaceae Juss.). Występuje naturalnie w Boliwii, Peru, Ekwadorze, Kolumbii oraz Brazylii (w stanach Acre, Amazonas, Pará, Rondônia i Roraima). 

## Morfologia
PokrójZimozielone drzewo dorastające do 7–12 m wysokości. Gałęzie mają kolor od pomarańczowoczerwonego do purpurowobrązowego. Młode pędy są owłosione.
LiścieMają kształt od eliptycznego od owalnie eliptycznego. Mierzą 16–23 cm długości oraz 5–8 cm szerokości. Nasada liścia jest rozwarta. Blaszka liściowa jest o spiczastym wierzchołku. Ogonek liściowy jest nagi i dorasta do 7–9 mm długości.
KwiatySą pojedyncze, rozwijają się w kątach pędów. Działki kielicha mają owalny kształt. Płatki mają eliptyczny kształt i osiągają do 25–30 mm długości.
OwoceZebrane w owocostany o kulistym kształcie. Osiągają 7,5–8 cm średnicy.

## Biologia i ekologia
Rośnie w wilgotnych wiecznie zielonych lasach, na terenach nizinnych.